# Stříbrná studánka (Křemešník)
Stříbrná studánka se nachází pod Křemešníkem, nedaleko myslivny Korce v  Křemešníku v Novém Rychnově v okrese Pelhřimov. Zdejší voda je slabě radioaktivní, a jelikož protéká horninami obsahujícími stříbro, je také údajně léčivá. Samotná studánka a její nejbližší okolí je upraveno. Poblíž se nachází trojice Ivaniných rybníčků, v současné době chráněných jako přírodní památka. Protože její voda teče celoročně, bývá velmi často navštěvována.
V 15. století se v okolí těžilo stříbro a šachty vedly od Vyskytné přes Sázavu až ke Křemešníku. Ještě dnes je v nejbližším okolí připomínají zbytky štol a hald.

## Dostupnost
Místem vede zelený okruh z Křemešníka, přes Korce, Stříbrnou studánku, Sluneční paseku a kapličku sv. Jana zpátky na Křemešník. Od září 2004 se zde nachází zastavení NS Křemešník.

## Další studánky v okolí Křemešníka
- Studánka U Buku
- Studánky U Ivanin
- Zázračná studánka